# Luis Manrique

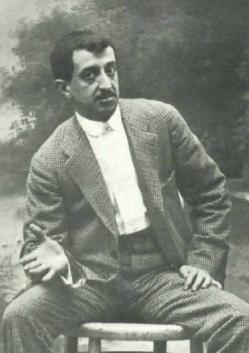
Luis Manrique en una escena de la obra Sábado sin sol (1912)

Luis Manrique fue un actor español, fallecido en Madrid el 28 de junio de 1939.

## Biografía
De marcada vis cómica, en su trayectoria artística, centrada exclusivamente en el teatro, compaginó sin embargo drama y comedia. Sus primeros triunfos profesionales se produjeron en el Teatro Lara de Madrid, donde estrenó La venta de Don Quijote (1910), de Carlos Fernández Shaw, La losa de los sueños (1911), de Jacinto Benavente, Canción de cuna (1911), de Gregorio Martínez Sierra, Sábado sin sol (1912), junto a Mercedes Pardo, Puebla de las Mujeres (1912), de los Hermanos Álvarez Quintero y La ciudad alegre y confiada (1916), de Benavente.
Trabajó con Emilio Thuillier en Febrerillo, el loco (1919), de los Quintero y coincidió con la célebre Catalina Bárcena, a la que acompañaría en algunos de sus mayores éxitos. Posteriormente se integró en la compañía del Teatro Infanta Isabel, en cuyo escenario formó parte del elenco que estrenó El señor Badanas (1930), de Carlos Arniches, con José Isbert.
En la década de 1930 pasa a trabajar en la compañía de Pepita Díaz y Manuel Collado, con los que estrena Nuestra Natacha (1935), de Alejandro Casona. Al estallar la Guerra civil española, los acompaña, igualmente junto a Casona, en un viaje a México, que se prolonga dos años.
Acabada la contienda, regresa a Madrid, donde falleció pocos días más tarde.